# Турски Рудари
Турски Рудари (мкд. Турско Рудари) су насеље у Северној Македонији, у источном делу државе. Турски Рудари су у саставу општине Пробиштип.

## Географија
Турски Рудари су смештени у источном делу Северне Македоније. Од најближег града, Пробиштипа, насеље је удаљено 12 km источно.
Насеље Турски Рудари се налази у историјској области Осогово, на јужним падинама Осоговских планина. Надморска висина насеља је приближно 520 метара. Западно од насеља тече Злетовска река горњим делом свог тока.
Месна клима је умерено континентална.

## Становништво
Турски Рудари су према последњем попису из 2002. године имали 185 становника.
Претежно становништво у насељу су етнички Македонци (100%). До прве поливине 20. века искључиво становништво у насељу били су Турци. 
Већинска вероисповест месног становништва је православље.